# Erin Agostino
Erin Agostino (* 27. Juni 1985 in Montreal) ist eine kanadische Schauspielerin.

## Leben
Erin Agostino wuchs in Montreal auf. Nach ihrem Schulabschluss absolvierte sie eine professionelle Schauspielausbildung an einer Schauspielschule in Québec.
Seit 2006 hat sie als Schauspielerin vor der Kamera in bislang mehr als 40 Film-und-Fernsehproduktionen mitgewirkt. Sie ist als Drehbuchautorin für Fernsehformate tätig. Zudem ist Agostino auch als Synchronsprecherin für Zeichentrickserien aktiv und lieh dabei unter anderem verschiedenen Figuren wie beispielsweise in Toon Marty ihre Stimme.

## Filmografie (Auswahl)
- 2009: The Bitter End (Fernsehserie, 3 Folgen)
- 2010–2011: 18 to Life (Fernsehserie, 20 Folgen)
- 2012: Being Human (Fernsehserie, Folge 2x01 Turn This Mother Out)
- 2012: Crisis Point (Fernsehfilm)
- 2013: Seed (Folge 1x11 The Sperm Whale)
- 2014: Girlhouse – Töte, was du nicht kriegen kannst (Girl House)
- 2015: Hemlock Grove (Fernsehserie Folge 3x05 Boy in the Box)
- 2016: Beauty and the Beast (Fernsehserie, Folge 4x02 Beast Interrupted)
- 2016–2022: Murdoch Mysteries (Fernsehserie, 18 Folgen)
- 2017: Eye on Juliet – Im Auge der Drohne (Eye on Juliet)
- 2017: A Swingers Weekend
- 2017: Die Kennedys: After Camelot (Fernsehserie, 3 Folgen)
- 2017: ToonMarty (Fernsehserie, 39 Folgen, Synchronisation)
- 2018: Good Witch (Folge 4x05 Written Like a Merriwick)
- 2019: We Had It Coming
- 2020: Island of Shadows (Fernsehfilm)
- 2021: Riverfront Romance (Fernsehfilm)
- 2021: Christmas à La Carte (Fernsehfilm)
- 2022: Liebe ist unbezahlbar (A Priceless Love, Fernsehfilm)
- 2022: How to Find Forever (Fernsehfilm)
- 2022: A Christmas Masquerade (Fernsehfilm)
- 2023: Christmas on Windmill Way (Fernsehfilm)
- 2023: The Jingle Bell Jubilee
- 2023: Christmas by Candlelight (Fernsehfilm)
- 2023: A Widow Seduced
- 2024: Jingle All the Way to Love (Fernsehfilm)